# Rated X
Rated X (Brasil: Censura Máxima ) é um filme produzido nos Estados Unidos em 2000, do gênero drama, co-escrito por David McCumber e Norman Snider, dirigido por Emilio Estevez.
O filme mostra os irmãos Artie e Jim Mitchell eles foram dois empresários de filmes pornôs que conheceram a fama e se entregaram ao mundo das drogas e sexo dos anos 70. Enquanto estava na faculdade, Jim se aborrecia com os burocratas da sua escola que rotulavam seus filmes de "baratos". Seu plano era fazer filmes pornográficos para financiar seus projetos de arte.

## Sinopse
Cinebiografia dos irmãos Mitchell, considerados os reis do cinema pornô. Jim Mitchell (Emilio Estevez) e Artie Mitchell (Charlie Sheen) chegaram ao topo da fama e do sucesso com Atrás da Porta Verde (1972), considerado um dos clássicos do cinema pornô ao lado de Garganta Profunda e O Diabo na Carne de Miss Jones. O filme mostra a trajetória dos irmãos até o fatídico dia de 1991, quando Jim atira contra o irmão e o mata. O crime aconteceu em um antigo cinema de São Francisco, comprado pelos dois e batizado de Teatro O'Farrell. O filme começa com a cena do crime e depois, por meio de flashbacks, mostra uma série de acontecimentos que levaram a este final trágico.

## Elenco
- Charlie Sheen  ...  Artie Mitchell
- Emilio Estevez  ...  Jim Mitchell
- Rafer Weigel  ...  Lionel
- Tracy Hutson  ...  Marilyn Chambers
- Megan Ward  ...  Meredith
- Terry O'Quinn  ...  J.R. Mitchell
- Danielle Brett  ...  Adrienne
- Nicole de Boer  ...  Karen Mitchell
- Deborah Grover  ...  Georgia Mae
- Dylan McFadyen  ...  Jim jovem
- Taylor Estevez  ...  Jim adolescente
- Eric Cabral  ...  Artie jovem
- Robert Clark ...  Artie adolescente
- Loretta Jafelice  ...  professor
- Brian Paul  ...  diretor Evans